# Випенди
Випенди (пол. Wypędy) — село в Польщі, у гміні Рашин Прушковського повіту Мазовецького воєводства.
Населення — 179 осіб (2011).
У 1975-1998 роках село належало до Варшавського воєводства.

## Демографія
Демографічна структура станом на 31 березня 2011 року:
|          | Загалом | Допрацездатний вік | Працездатний вік | Постпрацездатний вік |
| -------- | ------- | ------------------ | ---------------- | -------------------- |
| Чоловіки | 86      | 20                 | 54               | 12                   |
| Жінки    | 93      | 15                 | 54               | 24                   |
| Разом    | 179     | 35                 | 108              | 36                   |